# Стригуни
Стригуни (рос. Стригуны) — село у Борисовському районі Бєлгородської області Російської Федерації.
Населення становить 1913  осіб. Входить до складу муніципального утворення Стригуновське сільське поселення.

## Історія
Населений пункт розташований у східній частині української суцільної етнічної території — східній Слобожанщині.
Згідно із законом від 20 грудня 2004 року № 159 від 1 січня 2006 року органом місцевого самоврядування було Стригуновське сільське поселення.

## Населення
| 2002 | 2010  |
| ---- | ----- |
| 1389 | ↗1913 |